# Shū Kamo
Shū Kamo (jap. 加茂周 Kamo Shū; ur. 29 października 1939 w Ashiya) – japoński piłkarz i trener, selekcjoner reprezentacji Japonii.

## Kariera klubowa
Shū Kamo podczas kariery piłkarskiej był zawodnikiem klubu Yanmar Diesel.

## Kariera trenerska
Większą część swojej kariery trenerskiej Kamo spędził w Nissan Motors (później zmienił nazwę na Yokohama Flügels. W 1989 r. Nissan Motors wywalczył mistrzostwo Japonii. Ponadto, pięciokrotnie zdobył Puchar Cesarza w latach: 1983, 1985, 1988, 1989 i 1993.
W latach 1995–1997 Kamo prowadził reprezentację Japonii. W 1995 r. wystąpił z nią w drugiej edycji Pucharu Konfederacji, który nosił wtedy nazwę Turnieju Króla Fahda. Na tym turnieju Japonia przegrała oba mecze grupowe: 0-3 z Nigerią i 1-5 z Argentyną. W 1996 r. prowadził Japonię w Pucharze Azji, na którym Japonia broniła tytułu mistrzowskiego. Na turnieju w Zjednoczonych Emiratach Arabskich Japonia wygrała wszystkie trzy mecze grupowe z: Syrią 2-1, Uzbekistanem 4-0 i Chinami 1-0. W ćwierćfinale przegrała 0-2 z Kuwejtem i odpadła z turnieju. W 1997 r. Kamo prowadził Japonię w eliminacjach Mistrzostw Świata 1998, w czasie których został zwolniony. Ostatnią pracą trenerską Kamo było prowadzenie Kyoto Purple Sanga, w latach 1999-2000.